# Beekpiraat
De beekpiraat (Piratula knorri) is een spinnensoort in de taxonomische indeling van de wolfspinnen (Lycosidae).
Het dier behoort tot het geslacht Piratula. De wetenschappelijke naam van de soort werd voor het eerst geldig gepubliceerd in 1763 door Giovanni Antonio Scopoli.
De beekpiraat komt in een groot deel van West- en Centraal-Europa voor, gaande van Frankrijk, Nederland en België in het westen tot Georgië en Europees Rusland in het oosten. Mannetjes worden 6 tot 9 mm lang, vrouwtjes 5,8 tot 6,3 mm.
Beekpiraten houden zich uitsluitend schuil op schaduwrijke grindstrandjes die zich nabij snelstromende beken bevinden.